# Suzuki Celerio
Suzuki Celerio – samochód osobowy klasy aut miejskich produkowany przez japoński koncern motoryzacyjny Suzuki Motor Corporation od 2014 roku. 
Nazwa Celerio powstała w wyniku połączenia słów celestial river, czyli „niebiańska rzeka”. Po raz pierwszy została użyta jako współnazwa modelu Alto IV generacji.

## Historia i opis modelu

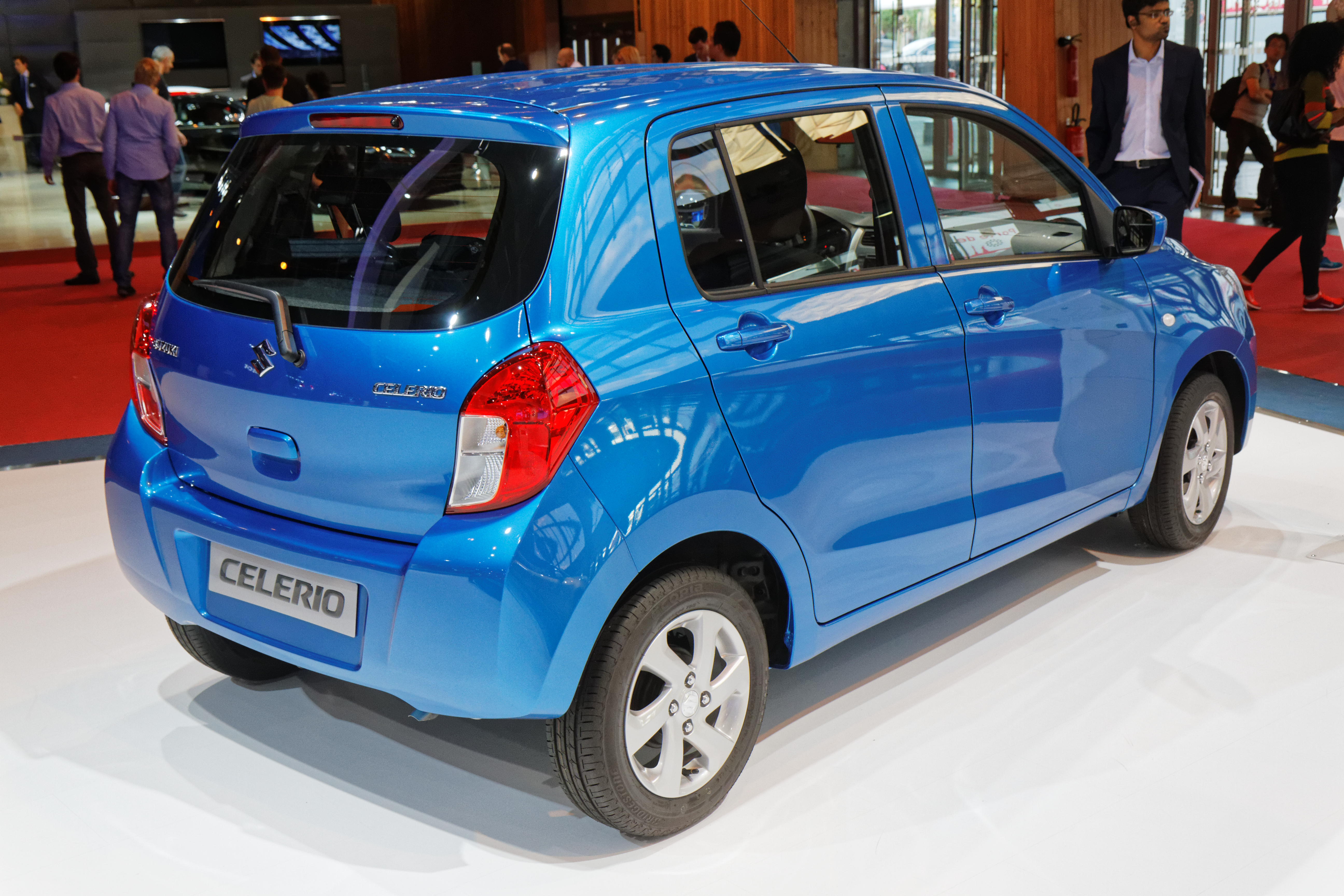
Suzuki Celerio – tył

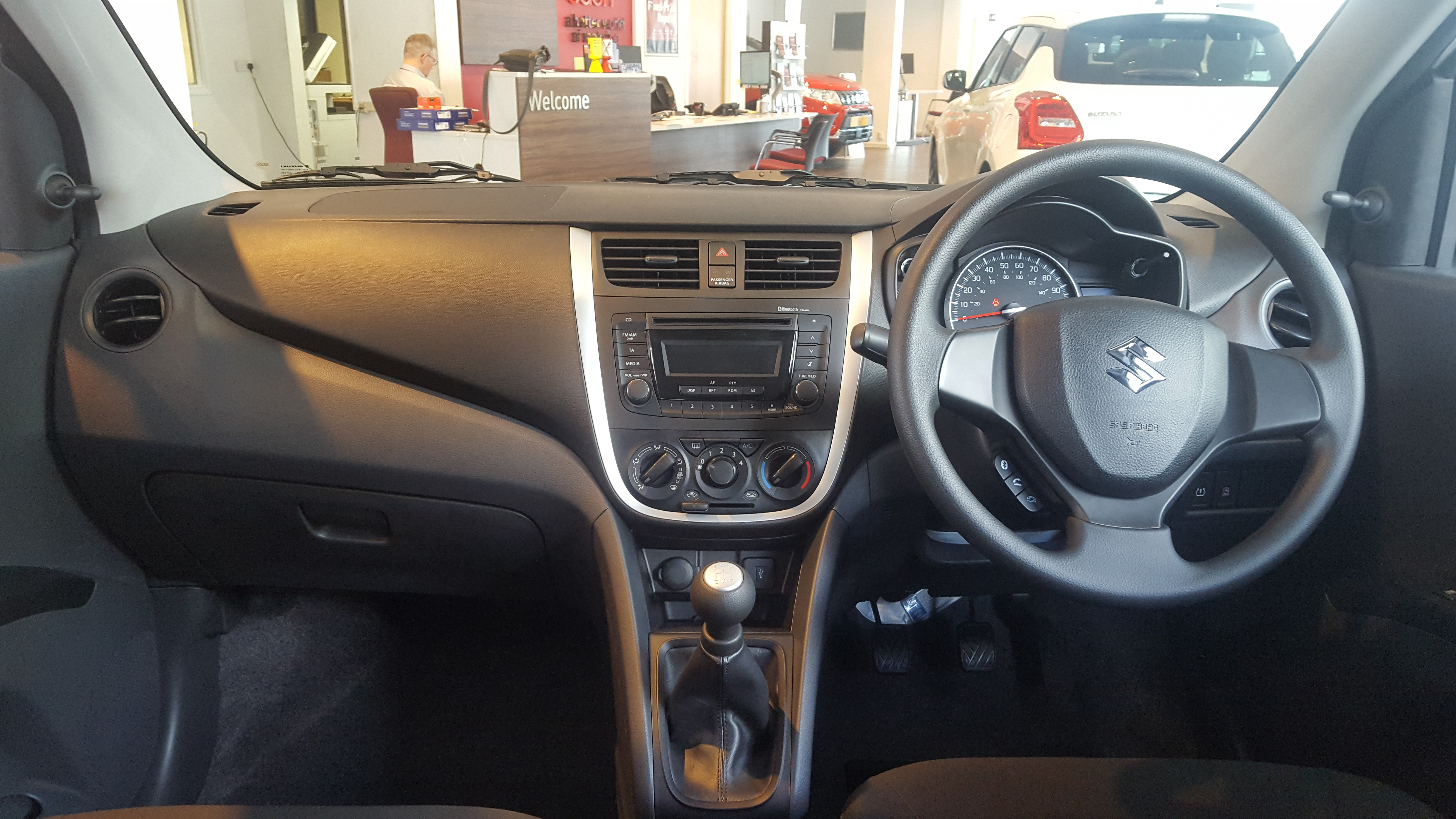
Suzuki Celerio – deska rozdzielcza

Samochód został po raz pierwszy oficjalnie zaprezentowany podczas targów motoryzacyjnych w Genewie w marcu 2014 roku. Auto otrzymało charakterystyczną dla japońskiego rynku motoryzacyjnego, stonowaną sylwetkę. Pojazd bazuje na koncepcyjnym modelu A:Wind zaprezentowanym podczas targów w Delhi w 2013 roku.
Do końca 2019 roku Suzuki Celerio zostało wycofane z europejskich rynków. Produkcja tego modelu na rynki europejskie została zakończona, aczkolwiek na inne dalej będzie produkowany. Producent nie podał oficjalnego powodu wycofania ze sprzedaży, według domysłów dziennikarzy mogło chodzić m.in. o zainteresowanie przede wszystkim większymi modelami czy też zbyt wysoka emisja CO2 (przez brak dostępnych w sprzedaży modeli hybrydowych).

### Silniki
| 1.0 | K10B | 998 | R3 | 68 (50) przy 6000 | 90 przy 3500 | 4,3 | 152 |

### Bezpieczeństwo
Małe Suzuki przeszło dwa testy bezpieczeństwa. Jeden został przeprowadzony w europejskim Euro NCAP, a drugi w organizacji ANCAP. Samochód w testach Euro NCAP, otrzymał trzy gwiazdki na pięć możliwych. Najgorzej wyszedł w kategorii „Asystent Bezpieczeństwa”, w której zdobył 38%, a najlepiej w kategorii Ochrona dziecka, w której zdobył 74%. W testach przeprowadzonych przez organizację ANCAP otrzymał lepszy wynik: cztery gwiazdki (na pięć możliwych).

### Wersje wyposażenia
- Comfort
- Premium

Standardowe wyposażenie podstawowej wersji Comfort obejmuje m.in. 6 poduszek powietrznych, system ABS, ESP, TPMS, BAS, HHC, wspomaganie kierownicy, klimatyzację manualną, elektryczne sterowanie szyb przednich, światła do jazdy dziennej, zamek centralny oraz dwu głośnikowy system audio CD/MP3/USB z zestawem Bluetooth. 
Bogatsza wersja Premium dodatkowo wyposażona została m.in. w alufelgi, światła przeciwmgłowe, czterogłośnikowy system audio, elektryczne sterowanie szyb tylnych oraz elektryczne sterowanie lusterek.